# Bror Wiberg
Bror Axel Rudolf Wiberg (Turku, 14 giugno 1890 – Helsinki, 18 giugno 1935) è stato un calciatore finlandese, di ruolo attaccante.

## Carriera

### Nazionale
Ha collezionato 5 presenze con la propria Nazionale.